# Szellemcápafélék

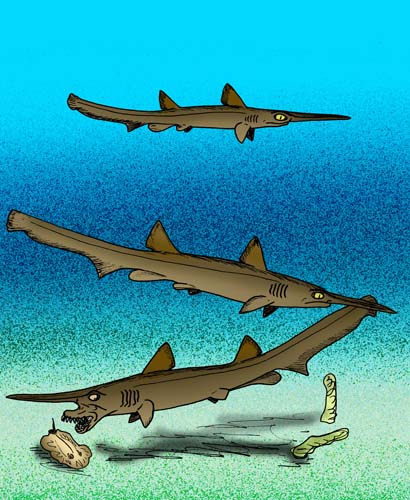
Scapanorhynchus raphiodon

A szellemcápafélék (Mitsukurinidae) a porcos halak (Chondrichthyes) osztályába és a heringcápa-alakúak (Lamniformes) rendjébe tartozó család. Az egész családból mára már csak egy faj maradt fent, az úgynevezett koboldcápa (Mitsukurina owstoni).

## Tudnivalók
A szellemcápafélék családja, melyet főképp a Mitsukurina, a Scapanorhynchus és az Anomotodon halnemek képviselnek már az apti (a kora kréta kor hat korszaka közül az ötödik) korszakban, azaz 125-113 millió éve is léteztek.
Ezt a családot 1898-ban David Starr Jordan, amerikai halbiológus alkotta és nevezte meg.

## Rendszerezés
A családba 1 élő nem és 5 fosszilis nem tartozik:
- †Anomotodon Arambourg, 1952
- Mitsukurina D. S. Jordan, 1898 - típusnem
- †Protoscapanorhynchus
- †Pseudoscapanorhynchus
- †Scapanorhynchus Woodward, 1889
- †Woellsteinia

Egyes őslénykutató a Scapanorhynchus tudományos nevet a Mitsukurina halnem szinonimájának tekinti.

## Fordítás
- Ez a szócikk részben vagy egészben  a   Mitsukurinidae című angol Wikipédia-szócikk ezen változatának fordításán alapul.  Az eredeti cikk szerkesztőit annak laptörténete sorolja fel. Ez a jelzés csupán a megfogalmazás eredetét és a szerzői jogokat jelzi, nem szolgál a cikkben szereplő információk forrásmegjelöléseként.